# ザビット・サメドフ
ザビット・サメドフ（アゼルバイジャン語：Zabit Səmədov、ロシア語：Забіт Самедаў、1984年6月21日 - ）は、グルジア共和国出身の男性キックボクサー。現在は、アゼルバイジャンとベラルーシの2つの国籍を持つ。チヌックジム所属。現WBCムエタイ世界ヘビー級王者。
2006年よりK-1に本格参戦。体格はやや小柄ながらも、アグレッシブなファイトスタイルが特徴的である。

## 来歴
2006年8月18日、K-1 Hungary Tournament 2006で優勝。
2006年11月4日、K-1 Riga Latvia Tournament 2006で優勝。
2007年3月4日、K-1 WORLD GP 2007 IN YOKOHAMAで中迫強に判定勝ちを収めた。
2007年6月23日、K-1 WORLD GP開幕戦への出場権をかけEUROPE GPに参戦。準決勝でポール・スロウィンスキーのローキックの前に初めてのKO負けを喫したが、右フックでスロウィンスキーからダウンを奪った。
2007年8月11日、K-1 WORLD GP 2007 IN LAS VEGASで行われた世界最終予選に参戦。1回戦ではエスチャダーにKO勝ち、準決勝ではパトリック・バリーに判定勝ちするも、決勝ではリザーブファイトから勝ち上がってきたダグ・ヴィニーに判定負け。準優勝に終わる。試合後の薬物検査で薬物が検出された。
2008年2月9日、K-1 WORLD GP 2008 IN BUDAPEST -EUROPE GP FINAL ELIMINATION-にて、ヴィトー・ミランダと対戦し、判定勝ち。
2008年7月13日、K-1 WORLD GP 2008 IN TAIPEIのスーパーファイトでレイ・セフォーと対戦し、判定勝ち。
2008年9月27日、K-1 WORLD GP 2008 IN SEOUL FINAL16のオープニングファイトでファビアーノ・ダ・シルバと対戦し、判定勝ち。
2009年5月23日、K-1 WORLD GP 2009 IN LODZで行われたトーナメントに出場。1回戦でミンダウガス・サカラウスカスに延長判定勝ち、準決勝でラウル・カティナスに判定勝ち、決勝で2試合とも1RKOで上がってきたセルゲイ・ラシェンコに3RKO勝ちし、トーナメント優勝を果たした。
2009年9月26日、K-1 WORLD GP 2009 IN SEOUL FINAL16にてバダ・ハリと対戦しKO負け。

## ステロイド問題に関する主張
2009年12月28日、格闘技情報を掲載するWebサイトである「BloodyElbow」において裏づけの無いサドメフの個人的な主張として、ファイターのステロイド使用に関するインタビューが掲載された具体的には以下のとおりである。
- ほぼ全てのオランダ人ファイターはステロイドを使用している。
- ゴールデングローリーに至ってはジムの方針の一つになっている。彼らにとってはそれが当たり前になっている。その影響か彼らは試合前にはとても興奮している。
- バダ・ハリはここ2年で異常に身体が大きくなった。
- ルスラン・カラエフがオランダに出稽古に行った時、エロール・ジマーマンはみんなの前で薬を打った後に練習を開始してたと言っていた。ジマーマンもここ2年で急激に巨大化している。
- 彼らはとても高価でハイレベルな新薬を3ヶ月サイクルで使用し巨大化している。それで薬物検査にもパスしている。

## 入場曲
「Avropa」 - Maestro Ceyhun

## 戦績
| キックボクシング 戦績 | キックボクシング 戦績 | キックボクシング 戦績 | キックボクシング 戦績 | キックボクシング 戦績 | キックボクシング 戦績 | キックボクシング 戦績 |
| --------------------- | --------------------- | --------------------- | --------------------- | --------------------- | --------------------- | --------------------- |
| 82 試合               | (T)KO                 | 判定                  | その他                | 引き分け              | 無効試合              |                       |
| 72 勝                 | 32                    | 40                    | 0                     | 0                     | 0                     |                       |
| 10 敗                 | 2                     | 8                     | 0                     | 0                     | 0                     |                       |

| 勝敗 | 対戦相手                         | 試合結果                                      | 大会名                                                             | 開催年月日     |
| ○    | アレクサンダー・ノボビッチ       | 2R 1:25 KO                                    | APF - Azerbaijan vs. Europe                                        | 2010年5月22日  |
| ○    | ロドニー・グルンダー             | 3R 1:48 KO                                    | K-1 WORLD MAX 2010 -East Europe Tournament- 【スーパーファイト】   | 2010年3月19日  |
| ○    | ミンダウガス・サカラウスカス     | 判定                                          | HERO'S Lithuania 2009                                              | 2009年11月14日 |
| ×    | バダ・ハリ                       | 1R 2:15 KO（右ボディストレート）              | K-1 WORLD GP 2009 IN SEOUL FINAL16 【WORLD GP 1回戦】              | 2009年9月26日  |
| ○    | セルゲイ・ラシェンコ             | 3R 2:05 TKO（レフェリーストップ：ローキック） | K-1 WORLD GP 2009 IN LODZ -Europe Tournament- 【EUROPE GP 決勝】   | 2009年5月23日  |
| ○    | ラウル・カティナス               | 3R終了 判定3-0                                | K-1 WORLD GP 2009 IN LODZ -Europe Tournament- 【EUROPE GP 準決勝】 | 2009年5月23日  |
| ○    | ミンダウガス・サカラウスカス     | 3R+延長1R終了 判定3-0                         | K-1 WORLD GP 2009 IN LODZ -Europe Tournament- 【EUROPE GP 1回戦】  | 2009年5月23日  |
| ○    | コンスタンチン・グルコフ         | 3R終了 判定                                   | K-1 Professional international tournament                          | 2009年2月27日  |
| ×    | タイロン・スポーン               | 5R終了 判定                                   | IT'S SHOWTIME 【初代IT'S SHOWTIME 世界95kgMAX王者決定戦】          | 2008年11月29日 |
| ○    | ファビアーノ・ダ・シルバ         | 3R終了 判定3-0                                | K-1 WORLD GP 2008 IN SEOUL FINAL16 【オープニングファイト】        | 2008年9月27日  |
| ○    | ルボス・スーダ                   | 3R 1:29 TKO（レフェリーストップ）             | Noc Bojovnikov 5                                                   | 2008年9月12日  |
| ○    | レイ・セフォー                   | 3R+延長2R終了 判定2-1                         | K-1 WORLD GP 2008 IN TAIPEI 【スーパーファイト】                   | 2008年7月13日  |
| ○    | セバスチャン・チオバヌ           | 3R+延長1R終了 判定                            | Local Kombat 30                                                    | 2008年6月6日   |
| ×    | エロール・ジマーマン             | 3R終了 判定0-2                                | K-1 WORLD GP 2008 IN AMSTERDAM 【EUROPE GP 決勝】                  | 2008年4月26日  |
| ○    | ブライアン・ダウヴィス           | 3R+延長1R終了 判定3-0                         | K-1 WORLD GP 2008 IN AMSTERDAM 【EUROPE GP 準決勝】                | 2008年4月26日  |
| ○    | ダグ・ヴィニー                   | 3R終了 判定3-0                                | K-1 WORLD GP 2008 IN AMSTERDAM 【EUROPE GP 準々決勝】              | 2008年4月26日  |
| ○    | ヴィトー・ミランダ               | 3R終了 判定2-0                                | K-1 WORLD GP 2008 IN BUDAPEST 【EUROPE GP 1回戦】                  | 2008年2月9日   |
| ○    | デビッド・ダンクレイド           | 3R+延長2R終了 判定                            | K-1 Turkey Grand Prix 2007 in Istanbul                             | 2007年11月2日  |
| ○    | ルカ・サバティーニ               | KO                                            | K-1 Grand Prix Riga                                                | 2007年10月13日 |
| ×    | ダグ・ヴィニー                   | 3R終了 判定0-3                                | K-1 WORLD GP 2007 IN LAS VEGAS 【世界最終予選 決勝】               | 2007年8月11日  |
| ○    | パトリック・バリー               | 3R終了 判定2-1                                | K-1 WORLD GP 2007 IN LAS VEGAS 【世界最終予選 準決勝】             | 2007年8月11日  |
| ○    | エスチャダー                     | 2R 1:05 KO（後ろ回し蹴り）                    | K-1 WORLD GP 2007 IN LAS VEGAS 【世界最終予選 1回戦】              | 2007年8月11日  |
| ×    | ポール・スロウィンスキー         | 1R 3:00 KO（左フック）                        | K-1 WORLD GP 2007 IN AMSTERDAM 【EUROPE GP 準決勝】                | 2007年6月23日  |
| ○    | ジェームズ・フィリップス         | 3R終了 判定3-0                                | K-1 WORLD GP 2007 IN AMSTERDAM 【EUROPE GP 1回戦】                 | 2007年6月23日  |
| ○    | ケビン・クリンガー               | 3R終了 判定                                   | リトアニア・ブシドー協会「GRADIATORS」 【K-1ルール】               | 2007年4月14日  |
| ○    | 中迫剛                           | 3R終了 判定2-0                                | K-1 WORLD GP 2007 IN YOKOHAMA                                      | 2007年3月4日   |
| ○    | グレゴリー・トニー               | 3R KO                                         | KT Kickboxing Tournament 【決勝】                                  | 2007年1月26日  |
| ○    | カール・デュバス                 | 3R終了 判定                                   | KT Kickboxing Tournament 【準決勝】                                | 2007年1月26日  |
| ○    | オーレル・ボコシ                 | 3R終了 判定                                   | KT Kickboxing Tournament 【1回戦】                                 | 2007年1月26日  |
| ○    | ダニエル・レンティ               | 3R終了 判定                                   | K-1 Rules Heavyweight Tournament 2007 in Turkey                    | 2007年1月13日  |
| ○    | マイケル・マクドナルド           | 3R 2:24 TKO（鼻骨骨折）                       | K-1 Czech 2006 Heaven or Hell                                      | 2006年12月16日 |
| ○    | マキシム・ネレドバ               | 3R終了 判定2-1                                | K-1 Fighting Network Riga 2006 【決勝】                            | 2006年11月4日  |
| ○    | マリウス・コルナッキー           | 1R TKO                                        | K-1 Fighting Network Riga 2006 【準決勝】                          | 2006年11月4日  |
| ○    | コンスタンチン・ユリアドフ       | 2R KO                                         | K-1 Fighting Network Riga 2006 【1回戦】                           | 2006年11月4日  |
| ○    | マルコ・トマソビッチ             | 1R TKO                                        | K-1 Hungary 2006 【決勝】                                          | 2006年8月18日  |
| ○    | ゾルト・ベルタラン               | 1R TKO                                        | K-1 Hungary 2006 【準決勝】                                        | 2006年8月18日  |
| ○    | ピーター・ヴァルガ               | 3R終了 判定                                   | K-1 Hungary 2006 【1回戦】                                         | 2006年8月18日  |
| ○    | ヴィアチェスラフ・ミゴラティエフ | 不明                                          | World Amateur Muay Thai Championship                               | 2006年6月7日   |
| ○    | マキシム・ヴィノグラドフ         | 5R終了 判定                                   | WMF Finals in Bangkok                                              | 2006年3月20日  |
| ○    | ガムザット・イサルマガメドフ     | 3R KO                                         | WBKF European Muay Thai title (-93kg)                              | 2006年2月22日  |
| ○    | マキシム・ネレドバ               | 判定3-0                                       | WBKF European Muay Thai title (93kg)                               | 2005年9月28日  |
| ○    | アレクセイ・クジン               | 4R TKO                                        | Fight Club Arbat                                                   | 2005年7月13日  |
| ○    | セルゲイ・マトキン               | 5R終了 判定                                   | Ufa                                                                | 2005年5月9日   |
| ○    | ルスラン・バクラノフ             | 5R KO                                         | Fight Club Arbat                                                   | 2005年3月30日  |
| ○    | マゴメド・カミロフ               | 2R KO                                         | Ufa                                                                | 2005年2月22日  |
| ○    | サリム・アバカロフ               | 5R TKO                                        | Fight Club Arbat                                                   | 2005年1月26日  |
| ○    | ザウル・アクメドフ               | 判定3-0                                       | Fight Club Arbat                                                   | 2004年12月15日 |
| ○    | トピ・ヘリン                     | 5R終了 判定2-1                                | Fight Festival 12                                                  | 2004年11月13日 |
| ○    | ガムザット・イサルマガメドフ     | 5R終了 判定                                   | WBKF European Muay Thai title (-81kg)                              | 2004年4月28日  |
| ×    | マゴメド・マゴメドフ             | 5R終了 判定                                   | Golden Panther Cup Finals (81kg) @ Club Arbat                      | 2003年12月29日 |
| ○    | ウーベイドゥラ・チョポラエフ     | 5R終了 判定                                   | BARS - Cup of Gold Panther                                         | 2003年11月19日 |
| ○    | ヴィタリアス・シュメトフ         | 5R終了 判定                                   | BARS - Cup of Gold Panther                                         | 2003年11月19日 |
| ×    | マゴメド・カミロフ               | 5R終了 判定                                   | BARS "Arbat"                                                       | 2003年5月28日  |
| ×    | デミトリー・シャクタ             | 5R終了 判定                                   | BARS - Cup of Arbat Finals                                         | 2003年3月19日  |
| ○    | カナトゥベク・シディガリエフ     | 5R終了 判定2-0                                | BARS - Cup of Arbat Semifinals                                     | 2003年3月12日  |
| ○    | アレクサンドル・シュラクノフ     | 5R終了 判定                                   | BARS - Cup of Arbat Quarterfinals                                  | 2003年3月6日   |
| ○    | パヴェル・ボロヤンゴフ           | 3R TKO                                        | BARS - Cup of Arbat                                                | 2003年1月29日  |
| ○    | アブドゥラ・グスニエフ           | 5R終了 判定2-1                                | BARS - Cup of Arbat Final                                          | 2002年9月18日  |
| ○    | ハビブ・ギャジエフ               | 5R終了 判定2-1                                | BARS - Cup of Arbat Semifinals                                     | 2002年9月12日  |
| ○    | ウラジミール・トドロフ           | 5R終了 判定2-1                                | BARS - Cup of Arbat Quarterfinals                                  | 2002年9月4日   |
| ○    | アンドレイ・ネグリー             | 5R終了 判定                                   | ？                                                                 | 2002年2月20日  |
| ○    | イゴール・ベレズク               | 3R終了 判定                                   | BARS - Cup of Arbat                                                | 2001年12月1日  |

## 獲得タイトル
- アマチュア
  - WAKOムエタイワールドカップ優勝
  - IFMAヨーロッパ選手権大会優勝
  - 第3回WMFオープン世界選手権大会優勝
- プロ
  - WBKFキックボクシングヨーロッパ王座
  - WAKO PRO ムエタイ世界王座
  - K-1ハンガリーGP 2006 優勝
  - K-1 世界最終予選 2007 準優勝
  - K-1 ヨーロッパ GP 2008 準優勝
  - K-1 ヨーロッパ GP 2009 王者
  - WBCムエタイ世界ヘビー級王座